# Labrifer secundus
Labrifer secundus är en plattmaskart. Labrifer secundus ingår i släktet Labrifer och familjen Lepocreadiidae. Inga underarter finns listade i Catalogue of Life.